# Ruprecht (Mainz)
Ruprecht (auch Ruotbert, Ruitbert, Rothbert, Robert, Rubbert, Rupert) († 13. Januar 975) war von 970 bis 975 Erzbischof von Mainz.

## Leben
Er stammte aus einem sächsischen Adelsgeschlecht. Aus seiner Zeit ist nur wenig bekannt. So weihte er 972 Thietmar zum ersten Bischof von Prag. Im selben Jahr war er auf einer Synode in Ingelheim anwesend. Auf dieser wurde Bischof Ulrich von Augsburg beschuldigt, dass er entgegen dem Kirchenrecht die Nachfolge seinem Neffen Adalbero vom Kaiser verschafft habe. Eine weitere Synode fand 973 in Mainz statt. Während der Herrschaft von Ruprecht hat der Dompropst Theoderich (später Erzbischof von Trier) die Stiftskirche St. Gangolf erbauen lassen.